# Aglaophenia harpago
Aglaophenia harpago är en nässeldjursart som beskrevs av Schenck 1965. Aglaophenia harpago ingår i släktet Aglaophenia och familjen Aglaopheniidae. Inga underarter finns listade i Catalogue of Life.